# Clóvis Salgado da Gama
Clóvis Salgado da Gama (Leopoldina, 20 de janeiro de 1906 — Belo Horizonte, 25 de julho de 1978) foi um médico, professor e político brasileiro. Foi governador de Minas Gerais e ministro da Educação e Cultura. Era membro do Partido Republicano (PR), que existiu entre 1945 a 1965, quando o PR foi extinto pela Ditadura militar brasileira, por intermédio do AI-2.

## Biografia

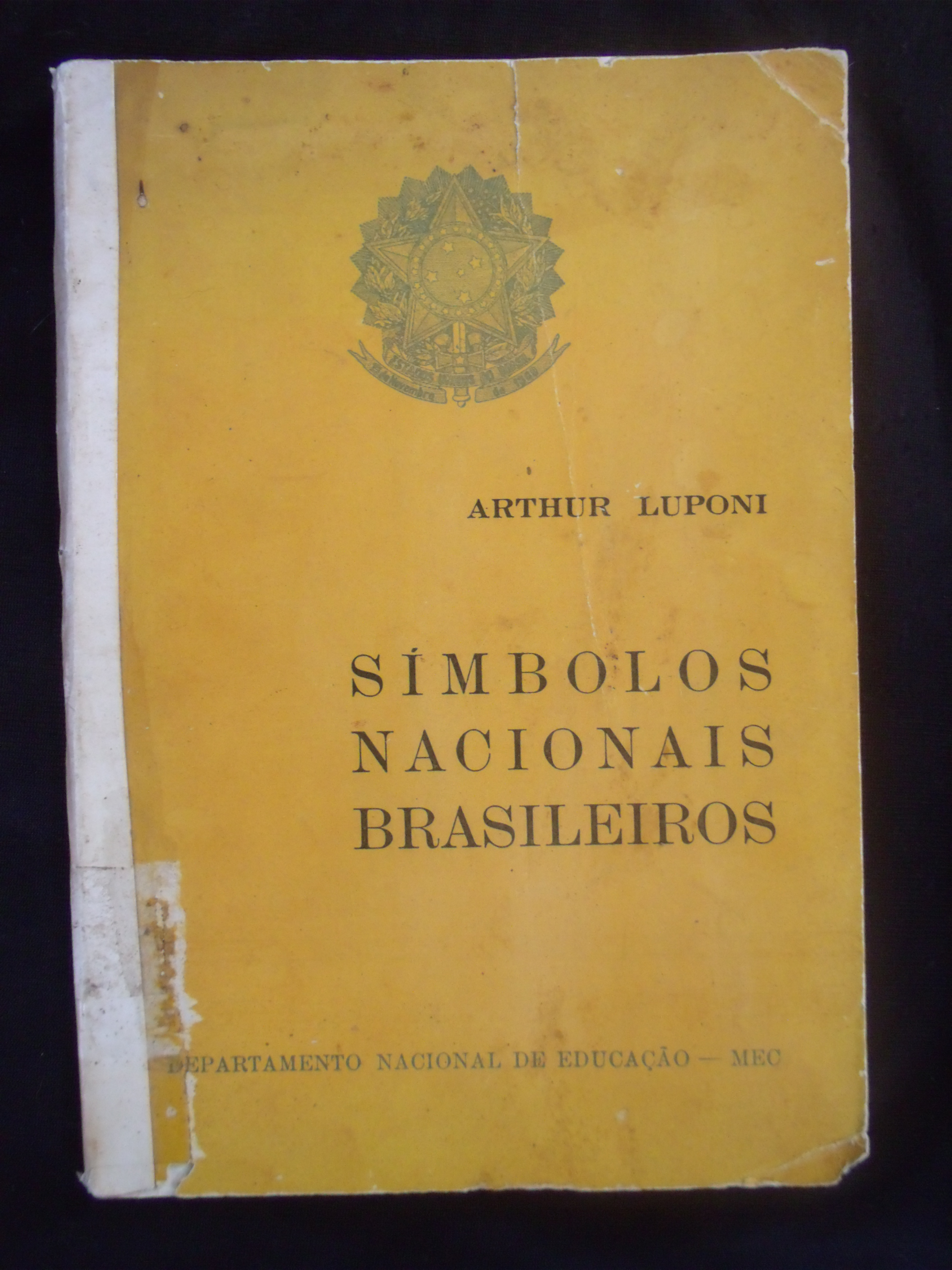
Livro que foi feito pelo Departamento Nacional de Educação, em uma das gestões de Clóvis Salgado, sob coordenação do heraldista Artur Luponi, sobre os Símbolos Nacionais do Brasil.

Nasceu em Leopoldina, Minas Gerais, onde iniciou seus estudos no Grupo Escolar Ribeiro Junqueira. Formou-se na Faculdade de Medicina do Rio de Janeiro em 1929. Começou suas atividades políticas ao regressar a Leopoldina e fundar o jornal Nova Fase. Ingressou na Aliança Liberal em 1930, apoiando a candidatura de Getúlio Vargas à presidência da República. Após a Revolução de 1930, manteve-se na ala do Partido Republicano Mineiro ligada ao ex-presidente Artur Bernardes e contrária ao presidente Vargas.
Após a instauração do Estado Novo em 1937, Clóvis Salgado dedicou-se ao magistério, lecionando na Faculdade Nacional de Medicina e na Universidade de Minas Gerais. Em 1942 ajudou a organizar a Cruz Vermelha em Minas Gerais. Em 1944 foi diretor do Hospital das Clínicas da Universidade de Minas Gerais, do qual se afastou em 1954 ao integrar o Conselho Federal de Educação.

## Vida Política

Em 1958.

Em 1950, Clóvis Salgado foi eleito vice-governador de Minas Gerais pelo Partido Republicano (PR), em chapa formada com Juscelino Kubitschek, eleito governador pelo PSD. Assumiu o governo mineiro em 31 de março de 1955, quando Juscelino renunciou ao mandato para disputar a presidência da República. Com a vitória de Juscelino, Clóvis Salgado tornou-se seu ministro da Educação e Cultura, cargo que ocupou em três ocasiões.
Como governador, criou o Conservatório Estadual de Música, o Departamento de Saúde Pública e o Departamento Social do Menor e iniciou a construção do Hospital do Câncer e da Escola de Saúde Pública. Como ministro da Educação, criou o Teatro Nacional de Comédia e o Museu Villa-Lobos e participou da elaboração da Universidade de Brasília.
Clóvis Salgado foi novamente vice-governador de Minas Gerais de 1961 e 1966, período em que José de Magalhães Pinto era o governador. Apoiou o Golpe Militar de 1964, filiando-se posteriormente à Aliança Renovadora Nacional (ARENA). Entre 1967 e 1971, foi secretário da Saúde no mandato do governador Israel Pinheiro.
Foi um dos idealizadores do Palácio das Artes de Belo Horizonte, inaugurado em 1971. Criou o Teatro Marília e presidiu a Orquestra Sinfônica de Minas Gerais. Em 1973 tornou-se diretor da Faculdade de Medicina da Universidade Federal de Minas Gerais, permanecendo no cargo até 1976. Morreu em 1978 em Belo Horizonte.
É patrono da cadeira 5 da Academia Leopoldinense de Letras e Artes. Foi eleito membro da Academia Nacional de Medicina em 1960, sucedendo Mauricio Gudin na cadeira 37, que tem José Alves Maurity Santos como patrono.

## Condecorações
- Grã-Cruz da Ordem de Isabel a Católica[6]